# Feneriș
Feneriș – wieś w Rumunii, w okręgu Bihor, w gminie Pocola. W 2011 roku liczyła 379 mieszkańców.